# Irwiniella chekiangensis
Irwiniella chekiangensis är en tvåvingeart som beskrevs av Ouchi 1943. Irwiniella chekiangensis ingår i släktet Irwiniella och familjen stilettflugor. Inga underarter finns listade i Catalogue of Life.